# آلبیون (آیداهو)
آلبیون(به انگلیسی: Albion) شهری در شهرستان کاسیا ایالت آیداهو است که جمعیت آن در سرشماری سال ۲۰۱۰ میلادی ۲۶۷ نفر بوده است.

## موقعیت جغرافیایی
موقعیت جغرافیایی شهرها و مناطق اطراف به شرح زیر است: